# Martin Turner's Wishbone Ash
Martin Turner's Wishbone Ash je britská rocková skupina založená v roce 2004 Martinem Turnerem, který byl baskytaristou, sólovým zpěvákem a skladatelem skupiny Wishbone Ash, ve které působil v rozmezí let 1969-1980, 1987–1991 a 1995-1996. 

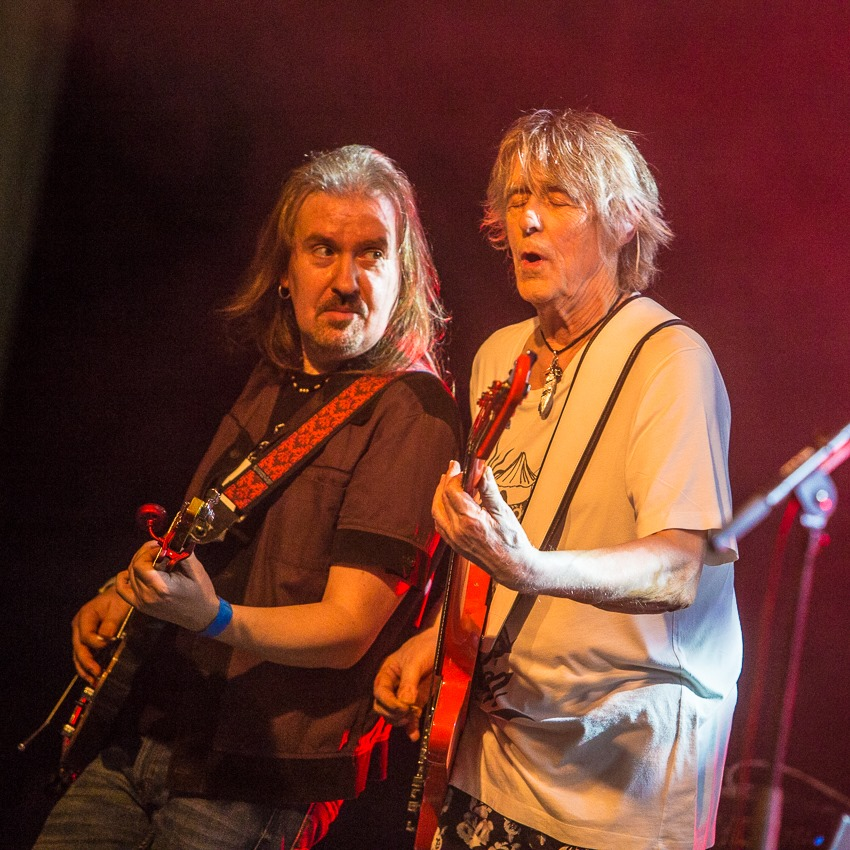
Martin Turner (ex Wishbone Ash) na Patersdreef Indoor 2020

V nově založené skupině Turnera doplnili kytaristé Keith Buck a Ray Hatfield s bubeníkem Robem Hewinsem. Skupina vystupovala na koncertním turné po Evropě s klasickým i méně známým repertoárem Wishbone Ash, jak je zaznamenáno na albech New Live Dates 1 a 2, vydaných v letech 2006 a 2007.
Původní člen Wishbone Ash, Ted Turner vystupoval se skupinou jako host, jak je zdokumentováno na živých albech. V březnu opustil skupinu Keith Buck a byl nahrazen Danny Willsonem (ex-Showaddywaddy). V prosinci téhož roku nahradil bubeníka Hewinse Dave Wagstaffe (ex-John Wetton, Ken Hensley). Hewins odešl do Showaddywaddy koncem roku 2011 a živě s nimi vystoupil v lednu 2012.
V roce 2008 skupina zahájila koncertní šňůru Argus Tour, představující album Argus živě v plném rozsahu. Nakonec, v říjnu 2008, se skupina objevila na měsíc trvajícím divadelním turné se skupinami Focus a The Groundhogs, nazvaném Classic Legends Of Rock.
V roce 2008 skupina Martin Turner's Wishbone Ash vydala studiovou předělávku alba Argus (1972) s názvem Argus Through the Looking Glass (Argus za zrcadlem). Album bylo nahráno převážně hudebníky první sestavy (Turner/Buck/Hatfield/Hewins), za příspění nového kytaristy Danny Willsona, hostujícího Johna Wettona (kdysi též člena Wishbone Ash), který s nimi nahrál Number the Brave (1981) a Geoffa Downese ze skupiny Asia.
V červenci 2010 se skupina objevila na zahájení festivalu High Voltage ve Victoria Park v Londýně. Na scénu se k nim znovu přidal Ted Turner.
První DVD nahrávka skupiny, natočená v divadle Y v Leicesteru v březnu 2010, byla vydána v lednu 2011. Obsahuje skladby z několika klasických alb Wishbone Ash, včetně čtyřpísňového segmentu skladeb Wishbone Four a kompletní Argus. Sada 2-CD koncertu byla vydána v roce 2012.
V červenci 2012 vydal Martin Turner svoji autobiografii No Easy Road - My Life and Times With Wishbone Ash and Beyond (Nelehká cesta - Můj život a časy s Wishbone Ash a poté) na webu www.wishboneash.co.uk website. Kniha zaznamenává klasické roky Wishbone Ash, stejně jako Turnerovu osobní cestu, a obsahuje příspěvky od bývalých členů Wishbone Ash Teda Turnera (který také ke knize napsal předmluvu), Laurie Wisefielda a Ray Westona.
V srpnu 2012 uspořádala skupina Garden Party v parku Liscombe v Bedfordshire, kde hráli několik méně často hraných skladeb pro pozvané obecenstvo, složené z fanoušků skupiny, hudebních novinářů, příbuzných a přátel. Ke skupině se na pódiu přidali Ted Turner, Laurie Wisefield a bubeník Steve Upton. Záznam koncertu s názvem 'Martin Turner and Friends' vyšel na 2 CD v roce 2014.
V listopadu 2013, Tim Brown nahradil Dave Wagstaffea na bicích.
Následovala soudní žaloba Andy Powella, který tím chtěl zabránit Martinovi Turnerovi používat název „Martin Turner's Wishbone Ash“ (Wishbone Ash Martina Turnera)
 během koncertního turné v roce 2014 Martin Turner změnil název na 'Martin Turner plays the music of Wishbone Ash' (Martin Turner hraje hudbu Wishbone Ash).
V roce 2015 vydala skupina studiové album Written in the Stars, věnované 'Martinu Turnerovi, zakládajícímu členovi Wishbone Ash'. V tomtéž roce odešel Ray Hatfield, kterého nahradil Misha Nikolic.

## Diskografie

### Živá alba
- New Live Dates Vol. 1 (2006)
- New Live Dates Vol. 2 (2007)
- Life Begins Tour - Live in Leicester 2010 (2012)
- The Garden Party - A Celebration of Wishbone Ash Music (2014)
- The beauty of chaos (2018)

### Studiová alba
- Argus Through the Looking Glass
- Written in the Stars (2015)

### DVD
- The Life Begins Tour (Live in Leicester 2010) (2011)